# Navasoleon bosqi
Navasoleon bosqi is een insect uit de familie mierenleeuwen (Myrmeleontidae), die tot de orde netvleugeligen (Neuroptera) behoort. De soort komt voor in Argentinië.